# Zen the Intergalactic Ninja
Zen: Intergalactic Ninja — компьютерная игра в жанре экшена, разработанная и изданная в 1993 году компанией Konami для игровых платформ Nintendo Entertainment System и Game Boy. Игра основывается на одноименном комиксе, созданном в 1987 году Стивом Штерном и Дэном Коте, и рассказывает о межгалактическом ниндзя по имени Зен, чья задача — спасти Землю от деятельности Лорда Контаминуса, который желает загрязнить планету токсичными отходами. Рецензенты версии для NES отмечали графическое разнообразие уровней, но негативно отзывались о высокой сложности. В то же время, обзоры версии для Game Boy отмечали короткую продолжительность игры, медленный игровой процесс и недостаток разнообразия.

## Игровой процесс
Zen: Intergalactic Ninja — игра в жанре экшена, где основная задача — борьба за окружающую среду. Главный герой — голубой ниндзя по имени Зен, вооруженный бо — длинным деревянным посохом для ближнего боя. Зену вначале предстоит противостоять Лорду Контаминусу и его слугам на нескольких уровнях: Лес (англ. Forest), Нефтяная вышка (Oil Rig), Железная дорога (Railway) и Токсичная фабрика (Toxic Factory). На уровнях раскиданы собираемые предметы, такие как щиты и «медитации», позволяющие восстановить здоровье.
На уровне «Железная дорога» в изометрической перспективе Зену нужно управлять вагонеткой, переключать рычаги и делать прыжки через препятствия. «Токсичная фабрика» ставит перед игроком задачу уничтожить роботов и добраться до конца уровня до того, как таймер обратного отсчёта достигнет нуля. На уровне «Лес» Зену приходится сражаться с боссом, одновременно спасая цветы от кислотного дождя — иначе герой теряет жизнь. В отличие от других уровней, «Нефтяная вышка» представляет собой классический платформер, где Зену необходимо собрать огнетушители и спасти пожарных. В версии для Game Boy отсутствуют уровни с изометрической перспективой.

## Сюжет
Зен был выращен в тестовой колбе на планете Бэлтун как часть генетического эксперимента. Большинство учёных сочло эксперимент неудачным и решило уничтожить прототип, однако Тесла, создатель Зена, запустил его в космос в спасательной капсуле. Зен приземлился в системе Ом, где был подобран некими Мастерами Ома. Они приняли его как аколита и обучали его боевым искусствам. Годы спустя Зен стал одним из наиболее искусных бойцов планеты, а впоследствии — одним из наиболее востребованных наёмников Галактики. В итоге он привлёк внимание Гордонов, высшей расы, являющейся экологическими менторами Галактики. Гордоны наняли его в качестве своего паладина для выполнения миссии на Земле. При этом, в недрах токсических отходов планеты зародился Лорд Контаминус, целью которого является завладение магическим Геокристаллом и полное уничтожение биосферы Земли. Сюжет обеих игр заключается в противостоянии Зена и Лорда Контаминуса.

## Критика
| Иноязычные издания                  | Иноязычные издания               |
| Издание                             | Оценка                           |
| ----------------------------------- | -------------------------------- |
| AllGame                             | 3 из 5 (NES) 2,5 из 5 (GB)       |
| EGM                                 | 22 из 40 (GB)                    |
| Nintendo Power                      | 13,3 из 20 (NES) 13,3 из 20 (GB) |
| ONM                                 | 73 % (GB)                        |
| Total!                              | 63 % (GB)                        |
| VideoGames & Computer Entertainment | 6 из 10 (NES)                    |
| Ultimate Nintendo                   | 3,5 из 5 (NES)                   |
| Questicle                           | C+ (NES)                         |

После выхода игра Zen: Intergalactic Ninja получила в целом положительные отзывы. Обозреватели Nintendo Power, комментируя версию для NES, похвалили разнообразие внешнего вида этапов, но заметили что некоторые из них «довольно однообразны». Клейтон Валнум из VideoGames & Computer Entertainment отметил что даже на легком уровне сложности игра представляет собой значительное испытание. Авторы книги Ultimate Nintendo также похвалили графику, музыку и управление, но негативно отозвались о крайне высокой сложности игры. Обозреватель Questicle в ретроспективном обзоре также высоко отметил графику и музыку, но раскритиковал игровой процесс и недостаток индивидуальности у игры.
Обзоры версии для Game Boy отмечали короткую продолжительность игры и недостаток разнообразия. Обозреватель Nintendo Magazine System заметил что враги не отличаются друг от друга, и что игра проходится за день. Джеймс из Total! отозвался о игре аналогичным образом, назвав её «слишком простой, слишком короткой и слишком скучной». В Nintendo Power игру назвали менее разнообразной, чем в версии для NES. Стив из Electronics Gaming Monthly заметил что игра заметно уступает играм про «Черепашек-ниндзя» от Konami, в особенности что действие развивается очень медленно.